# 赣东北闽南语
贛東北閩南語，是汉藏语系汉语族閩語支闽南语在江西省境内的一种方言，為中国江西省東北部閩南民系主要使用的语言，以方言島形式分佈於上饒市下轄之信州區、廣豐區、上饒縣、玉山縣、橫峰縣、鉛山縣、弋陽縣、德兴市等地。
贛東北閩南語的詞彙、語音與泉州話相近，在當地被稱為「福建話」、「福建腔」。

## 历史
「入赣的闽南移民的祖籍，基本上属泉州府所辖各县，其北迁时间大都在清初，定居赣东北已有300年左右」，1998年胡松柏調查自己家鄉寫道。随着时间的推移，贛東北的閩南語各方言島受到贛語、吳語的影响，因而與福建閩南語出現了一定程度的差異。

## 音韵体系
赣东北闽南语各小片的音韵体系都具有自己的特色。以上饒市廣豐區梘底鎮之閩南語为例，有17个声母、45个韵母和7个声调。

### 声调
| 標號 | 1    | 2    | 3    | 4    | 5    | 6    | 7    |
| 調類 | 陰平 | 陽平 | 阴上 | 阳上 | 去声 | 陰入 | 陽入 |
| 音值 | 23   | 35   | 43   | 55   | 21   | 42   | 4    |
| 例字 | 飛   | 茶   | 古   | 是   | 对   | 急   | 集   |

声调系统分为文读系统和白读系统。